# Jean Sillières
Pas d'image ? Cliquez ici

a Compétitions nationales et continentales officielles uniquement.

b Matchs officiels uniquement.
Jean Sillières, né le 15 novembre 1946 à Marciac, est un joueur de rugby à XV, qui a joué avec l'équipe de France et le Stadoceste tarbais. Il évoluait au poste de trois quart aile (1,80 m pour 78 kg).

## Biographie

### En club
- Stadoceste tarbais

### En équipe nationale
Il dispute :
- son premier test match le 1er décembre 1968, contre la Roumanie
- son dernier, contre le pays de Galles, le 25 mars 1972.

### Reconversion
À l'issue de sa retraite sportive, il devient professeur d'EPS.

## Palmarès

### En club
Avec le Stadoceste Tarbais
- Championnat de France de première division (Bouclier de Brennus) : 
  - Champion (1) : 1973

### En équipe nationale
- Sélection en équipe nationale : 8
- Sélections par année : 1 en 1968, 2 en 1970, 3 en 1971 et 2 en 1972
- Tournois des Cinq Nations disputés : en 1966, 1969 et 1970
- Vainqueur du tournoi en 1970.